# الباحثة عن الحب (فلم)
الباحثة عن الحب (بالإنجليزية: Seeking Love)، فيلم سينمائي درامي مصري، إنتاج 1964 إخراج: أحمد ضياء الدين، تأليف: عزت الخطيب تمثيَل :رشدي أباظة، نادية لطفي، نجوى فؤاد، أحمد رمزي، محمد سلطان، عبدالمنعم بسيوني .

## قصة الفيلم
نادية (نادية لطفي) فتاة تبحث عن الحب يتم تزويجها رغمًا عن إرادتها لشابٍ لا تعرفه محسن (محمد سلطان) ويرفض والدها (عز الدين إسلام) تزويجها لمن تحبه احمد (أحمد رمزي) تظل في معاناة مع زوجها الموسيقي لعدم توافقهما واختلاف اهتماماتهما فيتعرف على إمراءة لعوب (فوزية الأنصاري) فتطلب الطلاق، وتتعرف على عزت (رشدي أباظة) الرجل اللعوب الذي يحاول استمالتها ويظل يطاردها حتى يتزوجها.

## فريق العمل
- إخراج: أحمد ضياء الدين
- تأليف: عزت الخطيب
- تمثيل:
  - رشدي أباظة ... 'عزت' الزوج الثانى لناهد
  - نادية لطفي ... ناهد
  - نجوى فؤاد ... بطه صديقة عزت
  - أحمد رمزي ... احمد الضابط الحب الأول لناهد وجارها
  - محمد سلطان ... محسن الزوج الأول لناهد
  - عبدالمنعم بسيوني ... حسن صديق عزت
  - فيفي سعيد ... والدة محسن
  - سيد محمود ... '
  - عدلي الشرقاوي ... '
  - مختار أمين ... '
  - عز الدين إسلام ...  والد ناديه
  - سهام فتحي ... سوسن صديقة ناهد
  - زينب صدقي ... والدة نادية
  - فوزية الأنصاري ... '

## روابط خارجية
- صفحة الفيلم على موقع السينما